# Lethades texanus
Lethades texanus är en stekelart som först beskrevs av William Harris Ashmead 1890.  Lethades texanus ingår i släktet Lethades och familjen brokparasitsteklar. Inga underarter finns listade i Catalogue of Life.